# 东莞市南城中学
东莞市南城中学，加挂东莞中学南城学校的牌子，簡稱南中或莞南， 是位于廣東省東莞市南城街道一所公办初级中学，校址位於东莞市南城街道育才路13號。

## 學校歷史
學校創建於1958年，當時命名為「東莞縣篁村中學」，東莞立市。後來更名：「東莞市南城中學」至今。

## 校 訓
- 校 訓：「務本求實」
- 校風：「嚴謹治校 求實創新」
- 學風：「立志 勤奮 進取 探究」
- 辦學理念：「營造和諧校園 開發活力課堂」.

## 學校輝煌
2009-2010學年高考居全市同類學校前2名

## 歷任校長、負責人
| 任职时间             | 职务                         | 姓名   |
| -------------------- | ---------------------------- | ------ |
| 1958年–1967年        | 副校长                       | 傅乾开 |
| 1968年–1969年        | 革命委员会副主任             | 周仲权 |
| 1969年2月–1969年11月 | 革命委员会副主任             | 黎祝玲 |
| 1969年12月–1970年    | 革命委员会副主任             | 祁嘉丰 |
| 1970年4月–1977年8月  | 革命委员会副主任             | 张仕贵 |
| 1977年9月–1980年     | 革命委员会副主任（主持工作） | 黄应暄 |
| 1977年9月–1980年     | 副校长                       | 张志行 |
| 1981年9月–1983年8月  | 校长                         | 王毅   |
| 1981年9月–1983年8月  | 副校长                       | 张志行 |
| 1981年9月–1983年8月  | 副校长                       | 王集   |
| 1983年9月–1984年11月 | 校长                         | 王集   |
| 1983年9月–1984年11月 | 副校长                       | 张志行 |

## 宿舍
宿舍分男女兩棟，二樓中間有條過道鏈接兩樓。
南城中學由於是南城區唯一一所公辦學校，大多以拥有南城區戶口的學生就讀。新生人數隨年份增加而不斷增長，導致新建的學生宿舍不足以讓高中部學生入住，學校決定让高中部男生（以当年政策为准）入住旧学生宿舍以舒缓宿舍紧张的情况。

## 學科
初中部：科目為：科目為：中國語文，數學，英國語文，思想政治，生物，地理，化學，物理，綜合實踐，體育，音樂，美術，信息技術，心理輔導

## 活動
與其他中學一樣，有各式各樣的活動，比如科技節，社團活動。
如“慈善大超市”為該校的傳統活動。

## 設施
目前，南城中學教學場所較為齊全，但由於運動場所不足，現已新建成體育館。
校內WLAN建設已建成。

## 其他相關條目
- 東莞中學
- 東莞市實驗中學
- 石龙中学